# 奧特拉爾區
42°46′36″N 68°22′09″E / 42.77667°N 68.36917°E

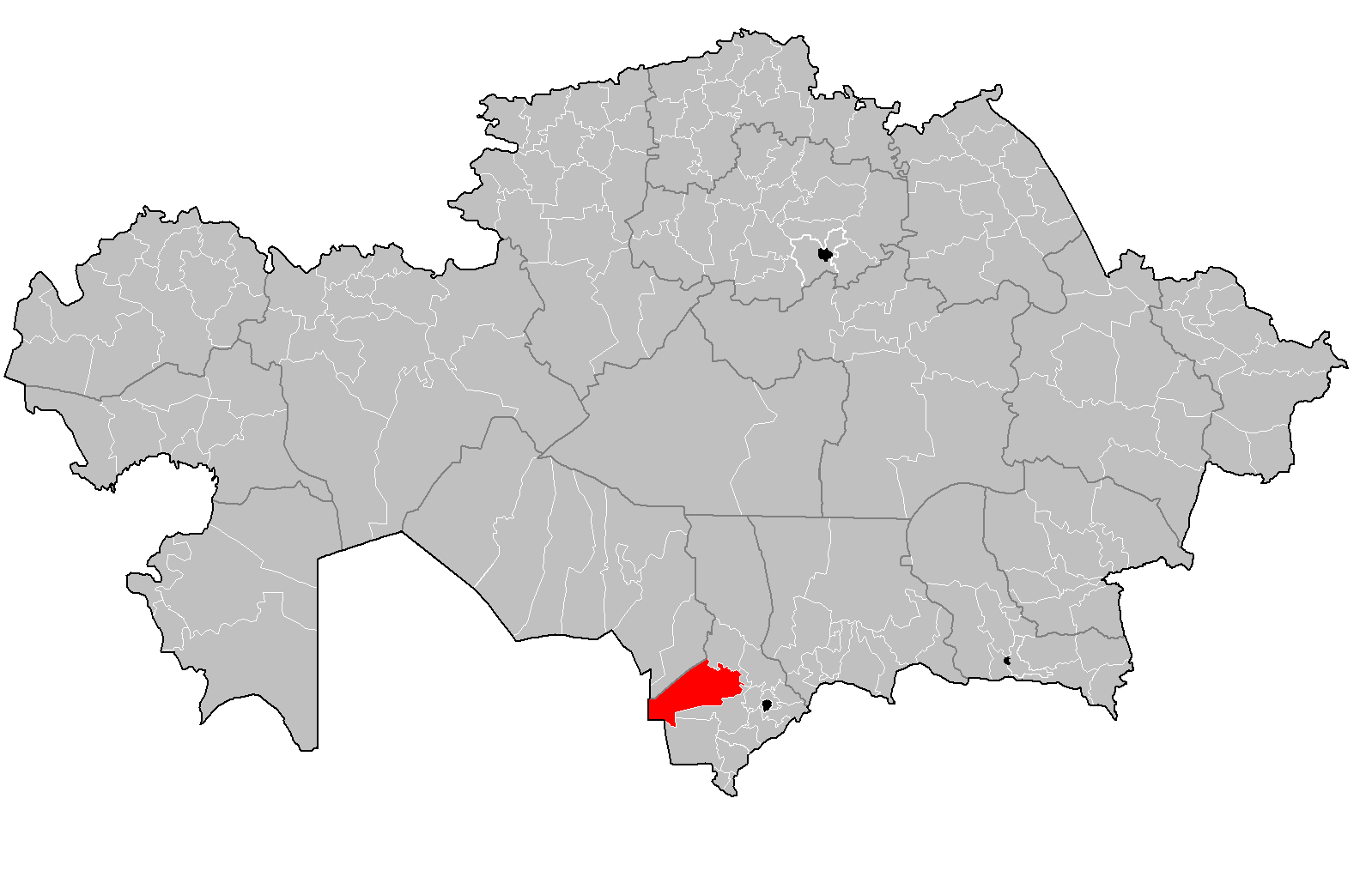

奧特拉爾區是哈薩克斯坦的行政區，位於該國南部，由突厥斯坦州負責管轄，首府設於紹爾迭爾，始建於1928年，面積4,100平方公里，2019年人口53,975。